# Disastro della Val di Stava
Il disastro della Val di Stava fu un'inondazione di fango che si verificò il 19 luglio 1985 nella val di Stava, Trentino, in Italia, e provocò la morte di 268 persone. Il disastro fu causato dal cedimento degli argini dei bacini di decantazione dell'impianto di trattamento presso la miniera di Prestavel, che provocò la fuoriuscita e discesa a valle di circa 180000 m³ di fango, che travolsero violentemente l'abitato di Stava, nel comune di Tesero. È stata una delle più grandi tragedie industriali della storia italiana.

## La miniera e l'impianto di trattamento

### La miniera di Prestavel
La miniera di Prestavel era situata alle pendici meridionali dell'omonimo monte, nel massiccio di Santa, sovrastante la valle di Stava. Venne sfruttata in modo saltuario fin dal XVI secolo per l'estrazione di galena argentifera. Nel 1934 venne accertato l'interesse estrattivo di alcuni filoni di fluorite, minerale utile in ambito siderurgico e nella produzione dell'alluminio, nell'industria ottica, nella produzione di ceramica e particolarmente nell'industria chimica.
Prestavel si rivelò essere il giacimento fluoritico più importante della regione. La miniera fu gestita durante la seconda guerra mondiale e fino al 1966 dal Gruppo Montecatini, poi diventato Montedison, dopodiché subentrarono i gruppi EGAM ed Eni. Dal 1980 al 1985 fu gestita dalla società Prealpi mineraria di Zogno, che negli anni ottanta ottenne in concessione anche i siti estrattivi di Camissinone, nella bergamasca, di Graticelle (Bovegno, in provincia di Brescia) e della Torgola, in Val Trompia.

### L'impianto di trattamento
L'estrazione di fluorite pura dalle rocce grezze provenienti dal giacimento di Prestavel e da altri luoghi, iniziata nel febbraio 1962, avveniva col metodo chiamato flottazione con schiuma o froth flotation, che consentiva di ottenere il minerale con un grado di purezza superiore al 97% in {\displaystyle {\ce {CaF2}}}, tale da permettere successivamente la produzione di acido fluoridrico («fluorina a grado acido»). L'escavato veniva dapprima macinato e quindi trattato con acqua, tensioattivi e altre sostanze, così da separare il minerale dallo scarto, che veniva ridotto a una fanghiglia molto fluida (95% di acqua), il cui smaltimento avveniva attraverso un procedimento di decantazione, da attuare in un apposito bacino; progressivamente il sedimento si depositava sul fondo e l'acqua così depurata poteva essere scaricata a valle.

### I bacini di decantazione
Per poter effettuare quest'ultima parte del procedimento, nel 1961 la Montecatini acquistò alcuni terreni pubblici e privati al di sopra dell'abitato di Stava, in località Pozzole, a 400 metri dalla laveria, sui quali chiese e ottenne di poter creare una "discarica", ovvero un bacino di decantazione alimentato captando l'acqua del torrente Stava. La Forestale e il Genio Civile diedero il via libera: l'argine di tale bacino, dai progetti iniziali, si sarebbe dovuto limitare a un terrapieno di 9 m, così da non costituire una diga (che per le leggi italiane del tempo era tale solo se alta almeno 10 m) e non dover quindi sottostare ai relativi requisiti costruttivi e di sicurezza.
L'installazione del bacino presentò fin da subito elementi di criticità: il terreno era infatti acquitrinoso, presentava una pendenza media del 25% ed era pericolosamente vicino ad aree abitate (la distanza era di appena 800 metri in linea d'aria e 150 metri a livello di quota). Nondimeno, poiché il terrapieno non era legalmente qualificato come diga, il bacino non fu mappato né al catasto, né nei piani urbanistici, ove la zona di Pozzole era registrata come "area agricola di interesse secondario".
Questa ambiguità permise inoltre di effettuare innalzamenti dell'argine senza dover rispettare particolari requisiti e permessi: ciò si rese necessario poiché i 9 m iniziali, al ritmo con cui veniva sfruttata la miniera (e complice il fatto che vi venivano sversati residui provenienti anche da altri siti estrattivi sprovvisti di proprie discariche), si riempirono nel giro di meno di 3 anni. Al rilevato furono quindi aggiunti altri strati, fino a superare i 25 m entro il 1971, anno in cui ci si rese conto di essere arrivati ai limiti.
Fin dal 1969 la Fluormine (società del gruppo Montedison che gestiva la miniera) iniziò quindi a creare un secondo bacino di decantazione, impostandone l'argine di base a monte del primo bacino, senza ancoraggio e senza drenaggi; cinque anni dopo, nel 1974, l'allora sindaco di Tesero, Giuseppe Zanon, espresse le proprie perplessità in proposito al distretto minerario della Provincia di Trento, che dispose l'effettuazione di una verifica di stabilità, la quale fu però affidata a periti scelti dalla stessa Fluormine.
Come accertato successivamente, la verifica (eseguita nel 1975) fu fatta in modo superficiale, ma la perizia del tecnico incaricato trovò ugualmente che la pendenza dell'argine del bacino superiore fosse «eccezionale» e la stabilità fosse quindi «al limite»; la società concessionaria comunque rassicurò il Distretto minerario, che riportò al Comune la fattibilità dell'ampliamento «con le dovute cautele». Di fatto si procedette unicamente a ridurre la pendenza dell'argine, il cui accrescimento fu comunque ragguardevole: nel complesso, tra bacino inferiore e superiore, si arrivò a superare i 50 m di sbarramento, con un contenuto di materiale fino a 300 000 m³. Nuovamente, a tutto ciò non fece riscontro alcuna adeguata mappatura del sito di decantazione.
I bacini rimasero in uso ininterrottamente fino al 1978, poi non furono più alimentati fino al 1982, quando riprese lo sversamento di fanghi sia da Prestavel che da miniere di altre località.

#### Risonanza mediatica
La stampa locale diede notizia della messa in funzione dell'impianto di trattamento minerario nel febbraio 1962, quando una perdita di fanghi dalla tubatura che collegava la laveria al primo bacino di decantazione aveva provocato il blocco del traffico automobilistico e una moria di pesci nel Rio Stava. Nel novembre 1984 una pagina interna del periodico Questotrentino pubblicò un articolo che, oltre a denunciare il considerevole impatto ecologico del sito, evidenziava come i liquami dei bacini rendessero assai poco compatto il terreno nei dintorni, impedendo le opere di rimboschimento che erano state richieste alla concessionaria.

#### I primi cedimenti
Nel gennaio 1985 una delle condutture che drenavano l'acqua dal bacino superiore, sepolta sotto uno spesso strato di sedimenti, cedette per il peso eccessivo e iniziò a perdere acqua; ciò, unito all'ulteriore rottura (causata dal freddo) di un tubo che collegava i due bacini, creò un accumulo di liquido alla base dell'argine superiore, che finì per provocare una piccola frana. Poco dopo, a maggio, si ruppe un tubo che correva sotto l'argine inferiore, creando una sorta di voragine che iniziò a fare da "scarico"; i tecnici manutentori intervennero tappando il buco con cemento e sabbia.

## La catastrofe
Alle ore 12:22:55 UTC+2 del 19 luglio 1985 l'argine del bacino superiore cedette e crollò sul bacino inferiore, che cedette a sua volta. La massa fangosa composta da 180 000 m³ di sabbia, limo e acqua scese a valle a una velocità di quasi 90 chilometri orari spazzando via persone, alberi, abitazioni e tutto quanto incontrò fino a che non raggiunse la confluenza con il torrente Avisio; l'ondata lasciò dietro di sé una coltre di fango spessa da 20 a 40 cm, coprente un'area di 435 000 m² circa, per una lunghezza di 4,2 km. Poche fra le persone investite sopravvissero.
I soccorsi furono immediati ed efficienti, ma pochissimi furono i feriti e le persone estratte vive dalle macerie: la violenza e la velocità della colata di fango non avevano concesso scampo. 267 persone morirono sul colpo e solo una ragazza estratta ancora in vita dalle macerie di uno degli alberghi di Stava sopravvisse per pochi giorni. Il 21 luglio arrivò in visita alle vittime il neoeletto Presidente della Repubblica, Francesco Cossiga.
Il numero esatto dei morti del disastro di Stava fu accertato solo un anno dopo la catastrofe. Molte salme infatti non poterono essere riconosciute e fu quindi necessario ricorrere alla dichiarazione di morte presunta. Il tempo di attesa, richiesto per consentire tale dichiarazione (normalmente di 5 anni, a partire da prima dichiarazione di scomparsa) fu in questo caso ridotto con decreto legge a un anno. Nel primo anno successivo alla catastrofe il numero delle vittime fu quindi stimato in quello delle salme riconosciute (197) più quello delle dichiarazioni di scomparsa (72), cioè 269. Un anno dopo il disastro fu possibile avere il numero esatto delle dichiarazioni di morte presunta, che risultarono essere 71. Da questo elenco venne infatti depennata la dichiarazione di scomparsa di un cittadino francese del quale non fu poi dichiarata la morte presunta.
I corpi delle vittime della val di Stava furono tutti recuperati grazie all'impegno di migliaia di soccorritori che lavorarono per più di tre settimane lungo la val di Stava e lungo il torrente Avisio fino al bacino idroelettrico di Stramentizzo. A causa di tale circostanza non tutti poterono essere riconosciuti. In seguito al disastro molte vittime furono riportate ai luoghi di origine, in 64 diversi cimiteri d'Italia. I 71 per i quali non fu possibile il riconoscimento rimasero a Tesero, nel cimitero monumentale delle vittime della val di Stava, costruito nelle adiacenze della chiesa di San Leonardo.
| Catastrofe in cifre  | |
| Frana                | - 180 000 m³ di acqua e fango fuoriusciti dalle discariche - 40-50 000 m³ provenienti da processi erosivi, dalla distruzione degli edifici e dallo sradicamento di centinaia di alberi              |
| Velocità della frana | 90 km/h circa (circa 25 m/s) |
| Area interessata     | 435 000 m² circa per una lunghezza di 4,2 chilometri |
| Danni materiali      | - 3 alberghi, 53 abitazioni, 6 capannoni, 8 ponti completamente distrutti - 9 edifici gravemente danneggiati - Centinaia di alberi sradicati - Processi erosivi su un'area complessiva di 27 000 m² |
| Vittime              | 268 morti di cui - 28 bambini con meno di 10 anni - 31 ragazzi con meno di 18 anni - 120 donne - 89 uomini                                                                                          |
| Feriti               | 20 feriti di cui - 13 estratti dalle macerie degli alberghi - 4 estratti dalle macerie delle proprie abitazioni - 3 estratti dalle macerie dei capannoni                                            |

## I soccorsi
All'opera di soccorso parteciparono oltre 18 000 uomini, di cui oltre ottomila Vigili del Fuoco volontari del Trentino e quattromila militari del 4º Corpo d'armata alpino. Primi ad accorrere furono i Vigili del Fuoco volontari di Tesero e della Valle di Fiemme. Quindi, nel giro di poche ore, tutti i corpi dei Vigili del Fuoco volontari del Trentino, numerosi corpi dei Vigili del fuoco volontari dell'Alto Adige e quelli permanenti di Trento e di Bolzano, Croce rossa, Croce bianca, personale dei Carabinieri, della Polizia di Stato, della Guardia di Finanza e del Corpo forestale, unità cinofile, sommozzatori e centinaia di volontari.
Il loro lavoro venne coadiuvato da 19 elicotteri, 774 automezzi, 137 mezzi speciali, 16 gru a braccio lungo, 72 fotoelettriche, 5 battelli, 26 ambulanze, 27 cucine da campo, 144 radio portatili e 4 ponti radio. Presso il municipio di Tesero fu istituito un quartier generale della protezione civile dal quale coordinò i soccorsi lo stesso Ministro per la protezione civile, Giuseppe Zamberletti.

La valle vista dai soccorritori.

La maggior parte delle vittime fu recuperata nelle prime ore, ma la ricerca si protrasse per tre settimane. Le salme furono composte prima nella palestra delle scuole elementari di Tesero; la camera ardente venne successivamente allestita nella pieve di Santa Maria Assunta a Cavalese.
Lo straziante rito del riconoscimento continuò poi fino alla metà di agosto in ambienti climatizzati ad Egna. Tanti non poterono tuttavia essere riconosciuti. Furono quasi mille i volontari della Croce rossa italiana che si prodigarono per giorni e giorni nella pietosa opera di recupero delle salme e del loro trasporto alle camere mortuarie.

## Le cause
La Commissione ministeriale d'inchiesta e i periti nominati dal Tribunale di Trento accertarono che 
La causa del crollo venne individuata nella cronica instabilità delle discariche, e in particolare del bacino superiore, che non possedevano coefficienti di sicurezza minimi necessari a evitare il franamento. In particolare le cause individuate sono:
1. nel fatto che i limi depositati non erano consolidati a causa:
  - della natura acquitrinosa del terreno su cui sorgevano le discariche, che non consentiva la decantazione dei fanghi,
  - dell'errata costruzione dell'argine del bacino superiore, che non consentiva un adeguato drenaggio al piede,
  - della costruzione del bacino superiore a ridosso del bacino inferiore: crescendo, l'argine venne a poggiare in parte sui limi non consolidati del bacino inferiore, peggiorando così ulteriormente il drenaggio e la stabilità;
2. nell'altezza e nella pendenza eccessive del rilevato:
  - l'argine del bacino superiore aveva un'altezza di 34 metri,
  - la pendenza raggiungeva l'80%, pari ad un angolo di quasi 40°,
  - le discariche erano costruite su un declivio con pendenza media del 25% circa;
3. nella decisione di accrescere l'argine con il sistema «a monte», il più rapido e il più economico ma anche il più insicuro;
4. nell'errata collocazione delle tubazioni di sfioro delle acque di decantazione: sul fondo dei bacini e attraverso gli argini.

Nondimeno, in oltre 20 anni le discariche non furono mai sottoposte a verifiche di stabilità da parte delle società concessionarie o a controlli da parte degli Uffici pubblici cui compete l'obbligo del controllo a garanzia della sicurezza delle lavorazioni minerarie e dei terzi. La sentenza-ordinanza del giudice istruttore del Tribunale di Trento, Carlo Ancona, del 25 maggio 1987 chiosò in proposito:

## Il dopo catastrofe e le vicende giudiziarie
Dopo la catastrofe la miniera di Prestavel non fu più riattivata; qualche anno dopo l'area dei bacini di decantazione fu bonificata e rimboschita.
Il procedimento penale si concluse nel giugno 1992 con la condanna di 10 imputati dei reati di disastro colposo ed omicidio colposo plurimo e cioè:
- dei responsabili della costruzione e gestione del bacino superiore che crollò per primo: i direttori della miniera e alcuni responsabili delle società che intervennero nelle scelte circa la costruzione e la crescita del bacino superiore dal 1969 al 1985;
- dei responsabili del Distretto minerario della Provincia autonoma di Trento che omisero del tutto i controlli sulle discariche.

Vennero inoltre condannate al risarcimento dei danni in veste di responsabili civili per la colpa dei loro dipendenti
- le società che nello stesso periodo ebbero in concessione la miniera di Prestavel o intervennero nelle scelte relative alle discariche: Montedison Spa, Industria marmi e graniti Imeg Spa per conto della Fluormine Spa, Snam Spa per conto della Solmine Spa, Prealpi Mineraria Spa;
- la Provincia Autonoma di Trento.

Al di là delle azioni e omissioni penalmente rilevanti, concorsero al disastro di Stava una serie di comportamenti che vanno oltre la sfera giuridica e si caratterizzarono principalmente nell'aver anteposto alla sicurezza dei terzi la redditività economica degli impianti sia da parte delle società concessionarie sia degli Enti pubblici istituzionalmente preposti alla tutela del territorio e della sicurezza delle popolazioni.

## Memoria

### La Fondazione Stava 1985
I familiari delle vittime, riuniti nell'Associazione Sinistrati Val di Stava, portano avanti la memoria della sciagura attraverso la Fondazione Stava 1985, con sede a Tesero, della quale sono soci fondatori insieme alla Magnifica Comunità di Fiemme e ai Comuni di Tesero, Longarone e Cavalese. 
L'attività e le iniziative della fondazione (su tutte l'istituzione del centro di documentazione Stava, che costituisce l'archivio dei documenti relativi alla catastrofe, avente sede sul luogo della sciagura) vengono interamente finanziate con lasciti e donazioni.

### Memoriali
Alla memoria del disastro è dedicato il cimitero monumentale delle vittime della val di Stava, adiacente alla chiesa di San Leonardo di Tesero, nel quale sono sepolte 71 salme di vittime non identificate. Il 17 luglio 1988 il sacrario accolse papa Giovanni Paolo II, che si recò in visita sul luogo della tragedia.
Costituisce altresì un memoriale del disastro la piccola chiesa della Palanca, dedicata all'Addolorata, che fu risparmiata dalla colata di fango.

### Il disastro nei media
Alla tragedia di Stava sono stati dedicati vari prodotti audiovisivi, quali una puntata del programma Rai La storia siamo noi, documentari realizzati dal National Geographic Channel e da History Channel, il film-documento Stava 19 luglio del regista Rai Gabriele Cipollitti, il documentario Un Papa in ginocchio di Alberto Folgheraiter (giornalista della sede Rai di Trento) incentrato sulla visita di Giovanni Paolo II.
La Fondazione Stava 1985 ha inoltre patrocinato i documentari RicorDi Stava (che ripercorre la storia della valle prima e dopo il disastro) e lo speciale televisivo per il trentennale della tragedia La lezione di Stava, per la regia di Pino Putignani e trasmesso da Telepace.

### Il disastro nei testi per il teatro
Nel 1997, presso Garzanti, era uscito Il racconto del Vajont, testo dell'omonima opera teatrale di Marco Paolini e Gabriele Vacis; nell'incipit il primo nome di luogo citato (posto alla base di una gradazione ascendente) è Stava: «Un nome: Stava. Ti dice niente? Val di Stava, una conca tra Bolzano e Trento. In cima alla Val di Stava, lassù in alto, c'era una diga di terra e dietro c'erano i fanghi, gli scarichi di una miniera Montedison. Dopo che è piovuto un bel po', il 18 luglio 1985 la diga non ce la fa più: scoppia [...]».
Nel 2010 venne pubblicato il testo teatrale Stava 19 luglio 1985, di Luisa Pachera.